# Pour être libre (chanson de Lââm)
Singles de Lââm
Petite Sœur
(2005) Le sang chaud
(2006)
Pour être libre est une chanson de la chanteuse française Lââm. C'est le deuxième single extrait de son album Pour être libre (2005). Le single est sorti 17 février 2006 et a fait ses débuts au numéro 17 en France.

## Composition et enregistrement
La chanson est écrite par Géraldine Delacoux et Teetoff et produite par FB Cool.

## Liste des titres
| 1. | Pour être libre                | 3:50 |
| 2. | Ce n'est que pour toi          | 4:46 |
| 3. | Pour être libre (Instrumental) | 3:50 |

Extras: Pour être libre (Video)

## Classements
| Classement (2006)                       | Meilleure position |
| --------------------------------------- | ------------------ |
| Belgique (Wallonie Ultratop 50 Singles) | 30                 |
| France (SNEP)                           | 17                 |
| Suisse (Schweizer Hitparade)            | 61                 |